# Premio Miquel de Palol de poesía
El premio Miquel de Palol de poesía es un premio literario en lengua catalana otorgado por la Fundació Prudenci Bertrana dentro de los Premios Literarios de Gerona.

## Historia
Creado en 1978 se concede durante el mes de septiembre en la ciudad de Gerona, conjuntamente con el Premio Prudenci Bertrana de novela. A este premio se pueden presentar obras originales e inéditas en catalán, tiene una dotación de 2400 euros y la obra ganadora es editada por la editorial Columna.

## Ganadores
- 1978 Eudald Puig por Cel de nit
- 1979 Àlex Susanna por Memòria del cos
- 1980 Salvador Oliva por Terres perdudes
- 1981 Joan Margarit por Cants d'Hekatonim de Tifundis
- 1982 Víctor Obiols por Carrer d'hivern
- 1983 Jordi Jové por 1983
- 1984 Màrius Sampere i Passarell por Llibre de les inauguracions
- 1985 Joan Casas por Tres quaderns
- 1986 Josep Navarro por Memòria de la carn
- 1987 Declarado desierto por el jurado
- 1988 Jacint Sala i Codony por Les ombres, Laocoont, les ombres!
- 1989 Antoni Puigvert por Vista cansada
- 1990 Lluís Calvo por Enfora
- 1991 Pere Prada por Empordà, mite o realitat?
- 1992 Jaume Pomar por Frontissa
- 1993 Miquel Bauçà por En el feu de l'ermitatge
- 1994 Montserrat Rodés por Escrits en blanc
- 1995 Hermínia Mas por La cala del desig
- 1996 Cèlia Sànchez-Mústich por Taques
- 1997 Xulio Ricardo Trigo por Far de llum grisa
- 1998 Albert Roig por La vestidora i el dol
- 1999 Declarado desiert por el jurado
- 2000 Declarado desierto por el jurado
- 2001 Jordi Pàmias por Narcís i l'Altre
- 2002 Adam Manyé por Finta
- 2003 Miquel Bezares por El convers
- 2004 Rosa Torrent por Rosa del desert
- 2005 Mireia Vidal-Conte por Pregari
- 2006 Gemma Gorga por Llibre dels minuts
- 2007 Ricard Ripoll por Les flors àrtiques
- 2008: Eva Baltasar por Laia
- 2009: Laia Noguera i Clofent por Triomf
- 2010: Pepa Úbeda por La meua frontera
- 2011: Vinyet Panyella por Sang presa
- 2012: Sadurní Tubau por El somni de Gregor Samsa
- 2013: Jaume Bosquer por Transvasament
- 2014: Manel Forcano por Ciència exacta
- 2015: Ponç Pons por Camp de Bard
- 2016ː Josep Maria Fulquet por Morir com un riu.
- 2017: Albert Garcia por La saliva dels morts.